# 黒鴨
黒鴨（くろがも）は山形県西置賜郡白鷹町の大字。

## 地理

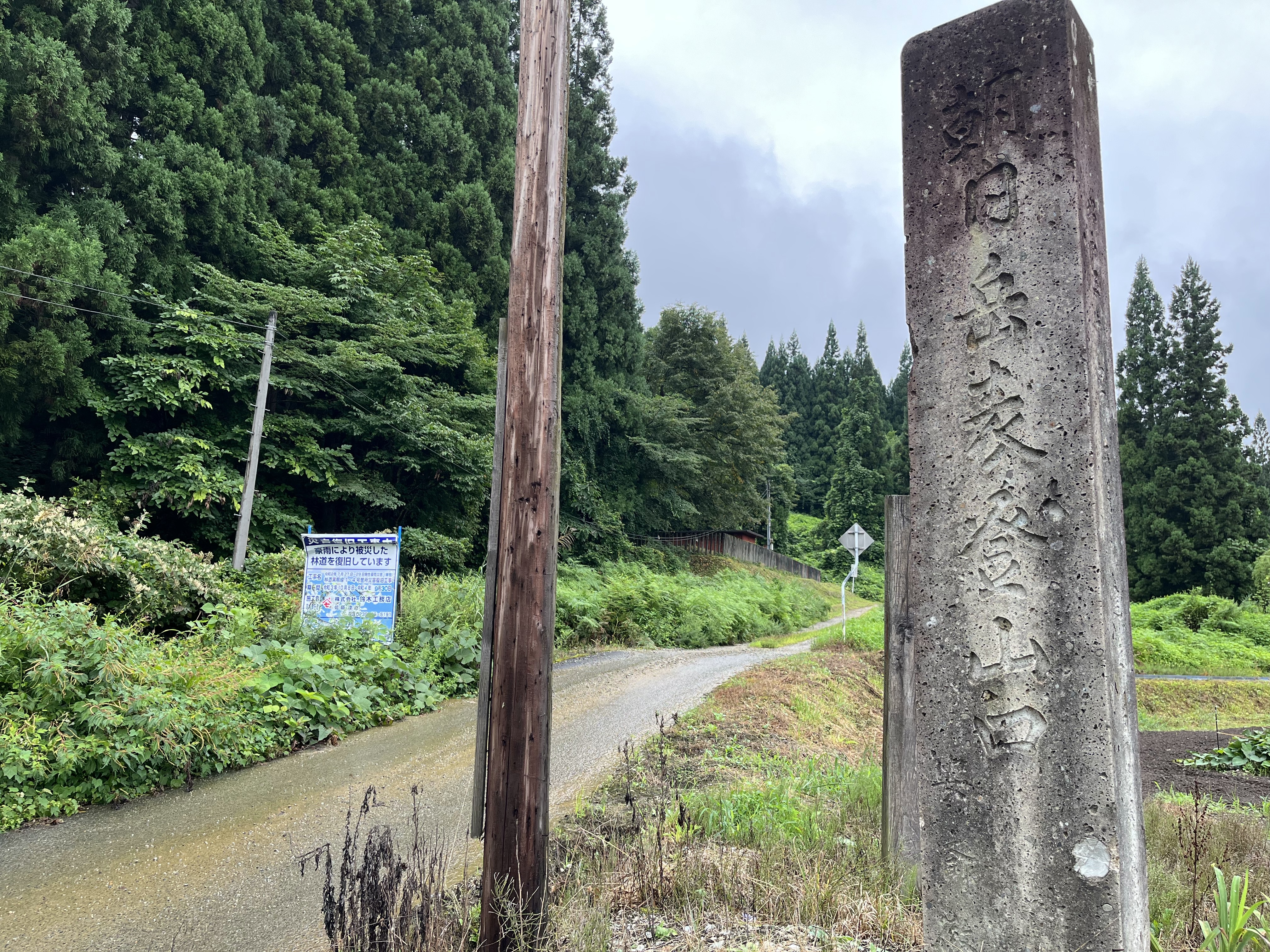
集落境にある朝日岳表登山口

長井盆地の北西端に位置し、集落を最上川支流実淵川の両岸に形成している。

## 歴史

### 中世

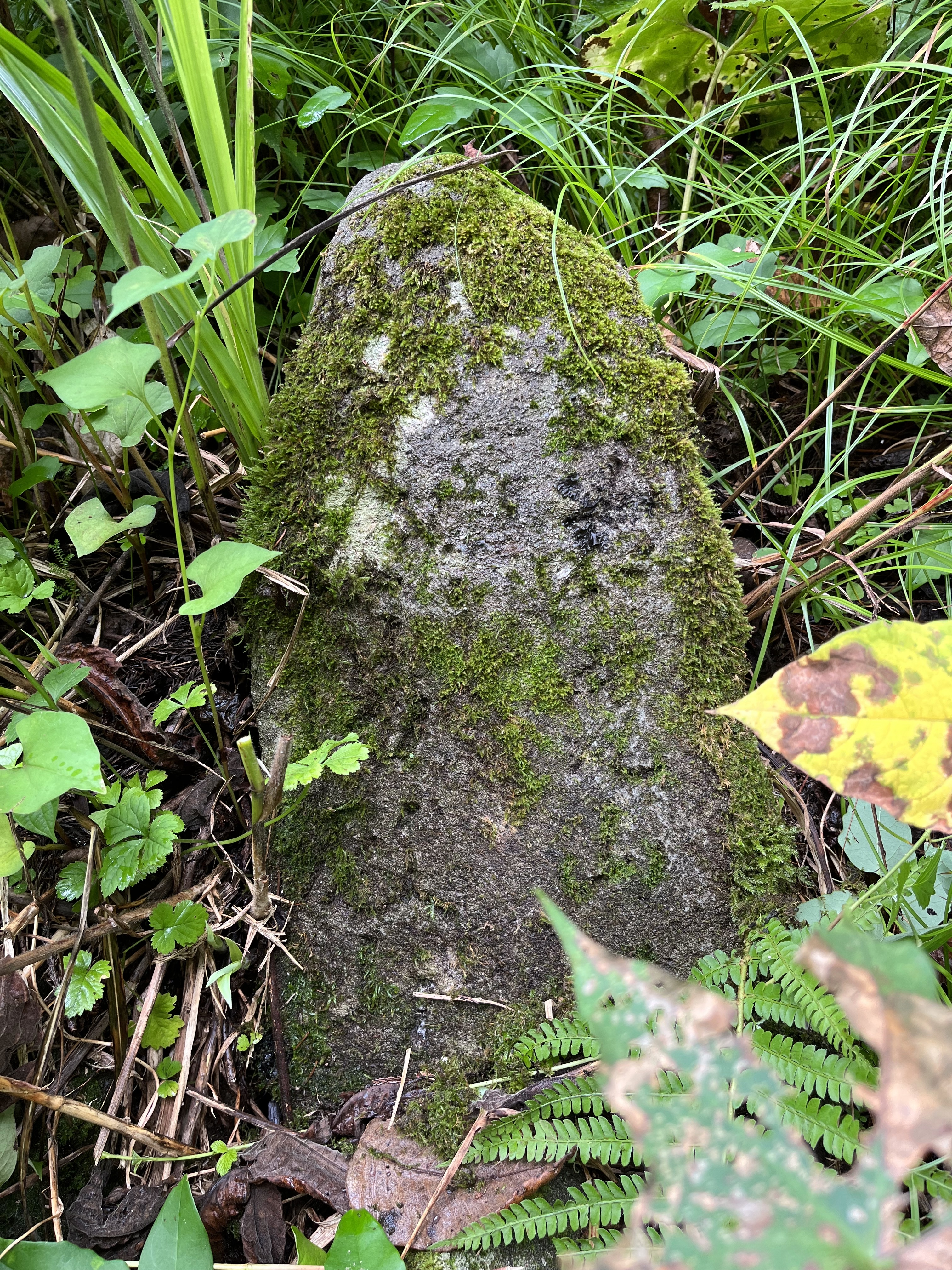
分校跡地入り口にある道標

応永年間（1394年〜1427年）、僧侶の道智によって湯殿山への巡礼者のため道智道（どうちみち）が開かれる。この道は信仰の対象となっていた湯殿山神社へ参詣するためのもので、黒鴨はこの入り口に当たる場所に位置していた。

### 近世
内閣文庫内の「岩代国古文書」が7冊あり当時の蒲生領について記録されてあり、そのうちの「高目録帳」に黒鴨の村高や差配者などが残っている。成立は1594年（文禄3年）7月吉日。他にも当時の米沢上杉氏が伝えた記録で、1595年（文禄4年）頃に当時の置賜地方総差配の米沢城主蒲生四郎兵衛が検地を元に手掛けた「邑鑑（むらかがみ）」というものがある。戦後、検知帳が発見されるまではこの記録により16世紀末に当地で検知が行われていたことが信じられていた。これらの記録によると、村の品等は上で石高は106.70（文禄3年高目録帳）。これは邑鑑の石高と相違なかった。また邑鑑には免（石高に対する貢租の割合）が記録されてあり28％だった。他には御用作物の桑（養蚕）・漆（塗料）・紅（紅花）・青（青苧）の有無についても記録されており、黒鴨においては青苧は有、養蚕と漆は小有、紅に至っては無しであった。尚、青苧とは木綿が普及するまでにの繊維で一番重要だったもの。また、戸数は44で役家（軒役を負担する農家）6戸、肝煎（村の首長）1、小走1、他36で構成されていて、職人、寺、山伏、座頭がいたことが邑鑑に残っている。人口は合計172人。内訳は3つに区分されており5〜60歳までの男性が56人、宗教関係者・不具合とその他の老若で40人、女性はひとまとめにされていて76人であった。1戸あたりの人口は3.9人と記載されていた23ケ村の中では下から3番目と低い水準。
1591年（天正19年）、朝鮮侵攻のため秀吉政権は人口調査を全国に指令。蒲生氏郷は九州名護屋の秀吉の元にあったため、蒲生領でも調査は行われたとされている。前述の検地と戸数調査により税制と家臣への知行割が決められ、検知による耕地の品等は石高により評価され、免が各村毎（黒鴨は28％）に決定される。また、収取は全国的に珍しかった「半石半永」という税制が利用されていた。これは税額の半分は米、残りの半分は通貨で納めるというもの。尚、当時の通貨が永楽銭だったため”半永”としていた。また納税には「倉入り」「給人入り」と2つあった。倉入りは領主に納めるもので、それに対し給人入りは知行地を持つ領主蒲生氏の家臣に納める方法。鮎川地区では箕和田、高岡、栃窪と並び黒鴨が倉入り地だった。他の地区も含めた白鷹町の倉入りの村高の合計は6,324石程で全体の42%を占めており、残りが給人の知行地だった。
近世において大名の領地は一つの国とされていて、領境の主要な通路に番所が設けられていた。当時、黒鴨の属した上杉領は置賜郡の北端に位置したため、他領村山郡と接していたことから多くの番所が設置されていて黒鴨にも番所が設けられていた。各番所には移出入物資の改めと通行人の監視を任された扶持方の人間が派遣された。黒鴨村新御番所においては、1639年（寛永19年）の番所諸道具の買代金について受取書を求めらていたことから、林作兵衛と今新助が駐在番人であったとされている。黒鴨の番所は分校付近に位置していた時代もあったとされている。この道路は中平・日影部落を越え、茎ノ峰峠から最上領萱野に通ずるものだったため、物資交流よりも湯殿山参詣行者のものとして重要な位置にあったと中世期より僧道智が参詣道を開いたことから推測されている。また、分校の北側の急斜面に番所で使用したと思われる石が残っている。長さ1.5m、径20cm、内面する横断面に7〜8cm角、深さ10cm程の穴を穿った石が1.5メートルの間隔をおいて直線上に横になっていて、これは通行人の取調べをする間、両方の石の穴に木材を差し込み道を遮る役割を果たしていたものとされている。
1647年（正保4年）の奉行郡代連署によると、代官は村において住民と接触し年貢の取立を行い、年貢の未進（滞納）がないようにしなければいけなく、もし不届きがあった際は自身に及ぶ。また「村方支配一式」と言い民政の諸般に渡り取り締まりを行い、警察権・裁判権の一部も持っていた。下長井代官であった寺島喜左衛門は慶長年間（1596〜1615年）から寛文4年（1664年）の約50年の間在職しており、黒鴨を含めた14ヶ村に加えて徴税以外でも馬場などの4つの村を扱っており、18ヶ村の行政を担当していた。

### 現代

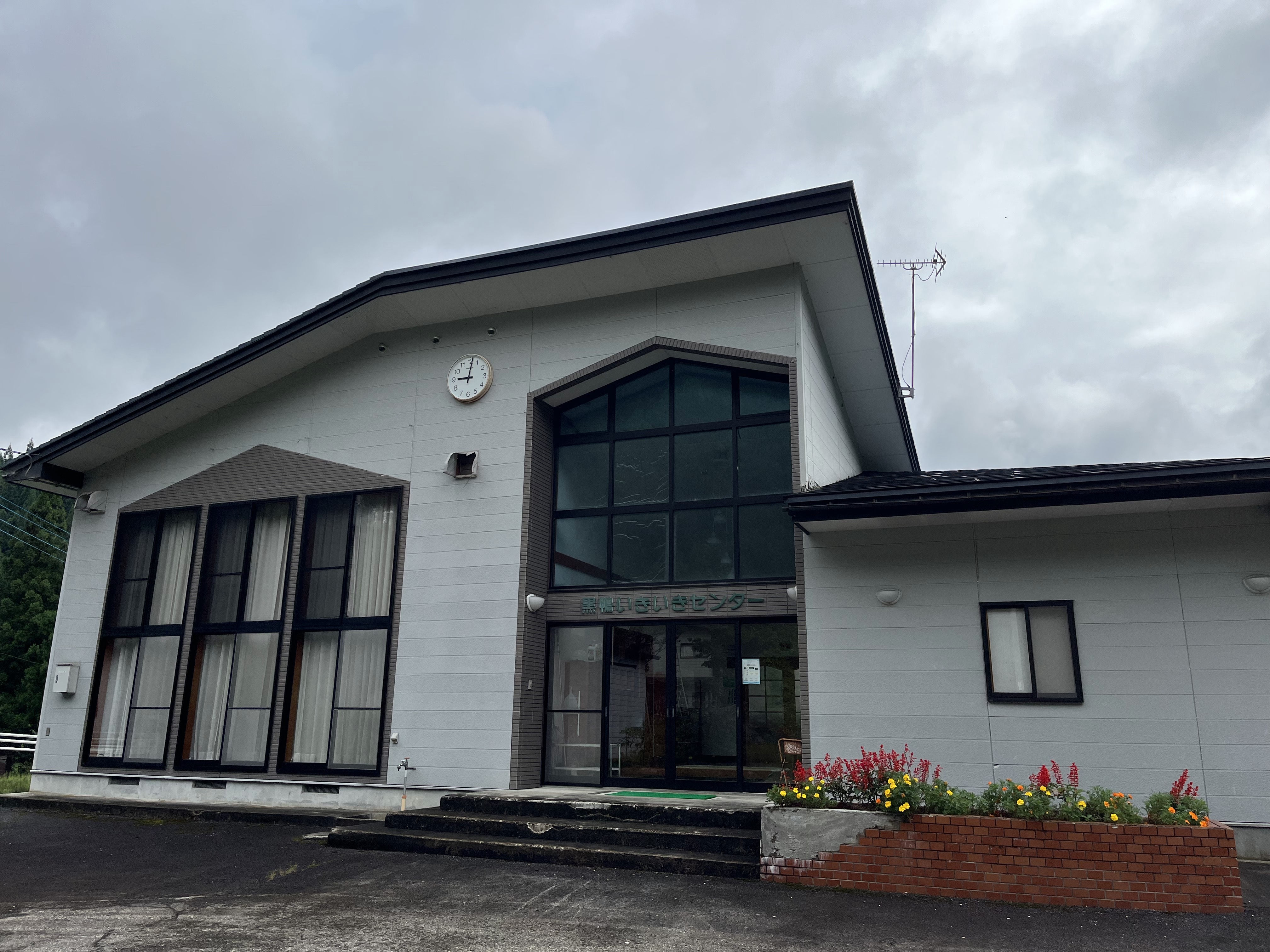
黒鴨いきいきセンター

1967年（昭和42年）6月22日午後2時30分ごろ、黒鴨を初め近隣の深山、栃窪、森合などの白鷹町北西部一帯で風速50メートルの突風が襲った。それに伴い、小指の頭大の雹が降り農作物に被害を及ぼした。

#### 黒鴨の荒山集落などの集団移転

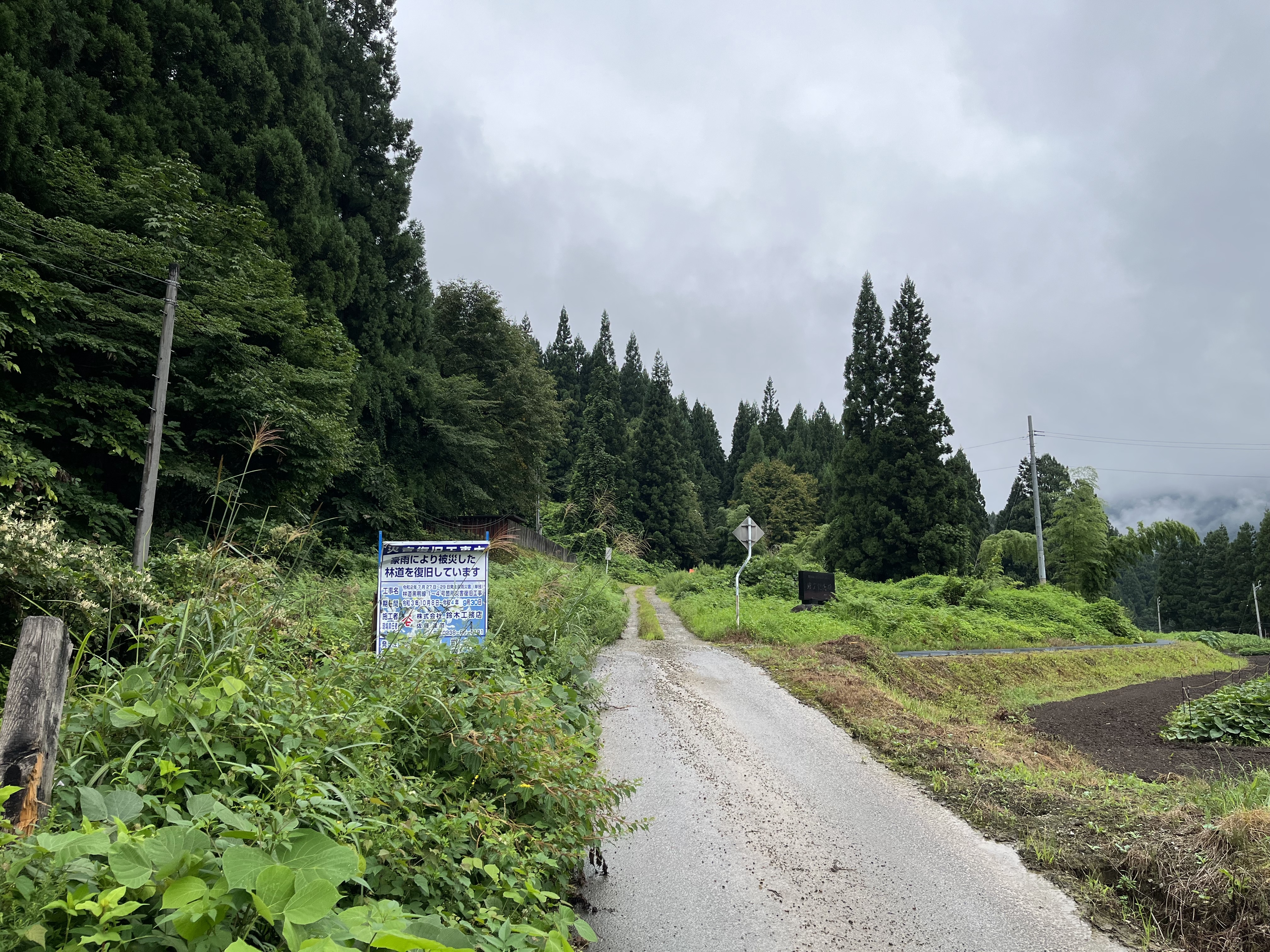
黒鴨入り口付近の林道

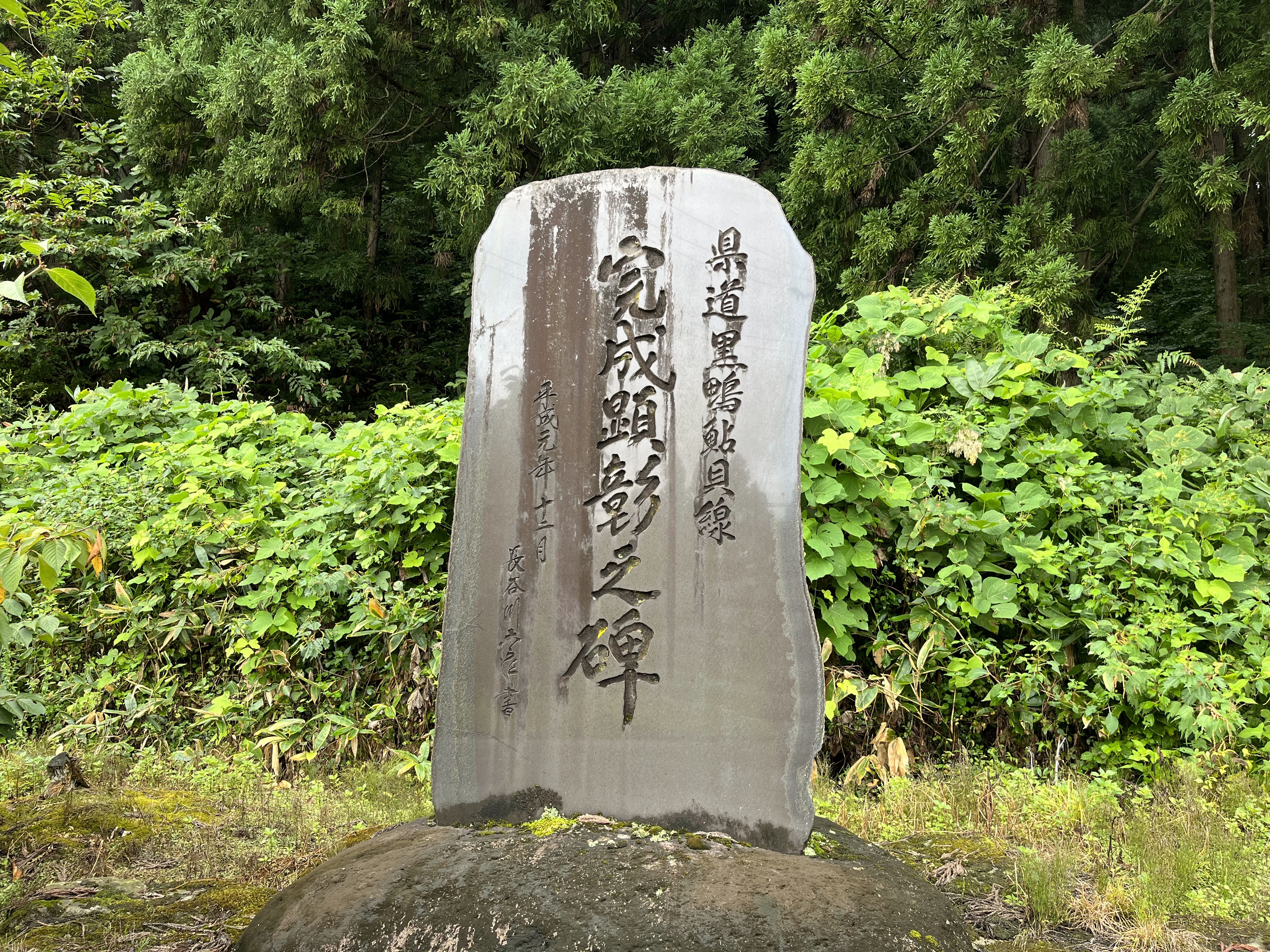
県道黒鴨鮎貝線　完成顕彰之碑

1969年（昭和44年）より白鷹町では「快適で豊かな田園都市」を目指す開発計画を推進。計画は大きく分けて「産業振興」「自然保護と観光開発」「生活圏構想と社会環境条件の整備」の3つで構成されていた。そのうちの生活圏構想において集落整備計画が策定されており、行政による現地調査を通じて山間小集落の実情を確認した結果、6つの集落（栃窪、黒鴨の荒山、姫城開拓、平田、滝沢、古屋敷）に問題があると浮き彫りになった。白鷹町としては、住民の意向を尊重し集落整備を進める方針であったものの、調査の段階で栃窪、荒山（黒鴨）、姫城開拓（山口）の3集落は移転には前向きだった。これは山村振興計画策定に先駆け、開発計画推進の前年にあたる1970年（昭和43年）から白鷹町各集落の区長が構成する鮎貝地区山村振興協議会を結成し、計画づくりの実践運動を進めてきた要因が大きかった。ここでは町が住民の意向を掘り下げ、それを行政に反映させるために県や農協などに協力を働きかけて頻繁に部落座談会や調査を行っていた。この部落座談会で集落移転が議題に上がったことが、後に集落移転の機運が高まりに影響を及ぼしていた。また、集落移転計画を進める中で集落整備事業への補助が国や県で制度化される前に町と住民が一体となって計画したことや地域ぐるみの協力体制、移転跡地の独創的な構想立案などは先駆的な事例だった。こういった経緯により栃窪及び荒山の集落移転は町のバックアップを受けながら事業は進んでいき、3年の時を経て1971年（昭和46年）に黒鴨の荒山集落の住民が栃窪等とともに集団移転。移転先は鮎貝小学校近くの台地を買収し建てられた柏原団地（約40戸）。荒山からは3戸移転。これに伴い10月12日に荒山集落離村式が催され、23日に新住宅の竣工式が行われた。
1971年（昭和46年）10月27日、21年の月日を要し開鑿してきた黒鴨林道が完成したため竣工式が鮎貝小学校で催された。式には県、町職員と工事関係者など多数出席した。黒鴨林道は白鷹町と西村山郡朝日町の朝日鉱泉を結ぶ。また、同年10月10日には県主催の開通式に先立って林道の完成並びに造林1,000ヘクタール達成を祝い記念碑の除幕式と祝賀会が行われた。また林道完成の8年前にあたる1963年（昭和38年）6月、翌年に東京オリンピックを控えることもあり国が観光基本法を公布施行。それに伴い同年10月31日に白鷹町観光協会の設立総会が催された。そして、主な事業の1つとして黒鴨林道などを巡るハイキングコースの整備計画が進められた。
1978年（昭和53年）、地元民が日影部落の伝承である蔵高院の僧侶光明海の即身仏に関して調査が行われる。同年6月、発掘費用と即身仏の伝承が本物か定かでないことに心配だった地元民が入定塚の小さな穴を開いて中を確認。その後、白鷹町教育委員会に学術調査を正式に依頼。調査は新潟大学小片教授を始めた研究者が行った。同年8月、試掘調査のため県や市の職員、研究者が入定塚に集い石碑の周囲を掘り下げ石室を確認。内部に遺骨があることが確実になったため、一度埋め戻し後日本調査を行うことに。10月本調査開始。本調査は4日間に及んだ。遺体のほとんどは白骨化していたものの、一部はミイラ化していた。他に茶碗、香炉、櫛、火打石、硬貨などの遺品が発掘された。調査後は遺骨と出土品を地内の蔵高院に一旦安置し、学術調査と復元のため新潟大学へ運ばれた。翌年の1979年（昭和54年）10月15日、即身仏が黒鴨に戻ってきたため安置供養祭が行われ、236名が出席。現在即身仏は蔵高院に安置されている。また、入定塚のあった地には石碑が建立されてあり、表面に「光徳實明上座」、裏面に「嘉永七寅年正月廿日　一世行者　光明海」と刻まれている。

## 名所

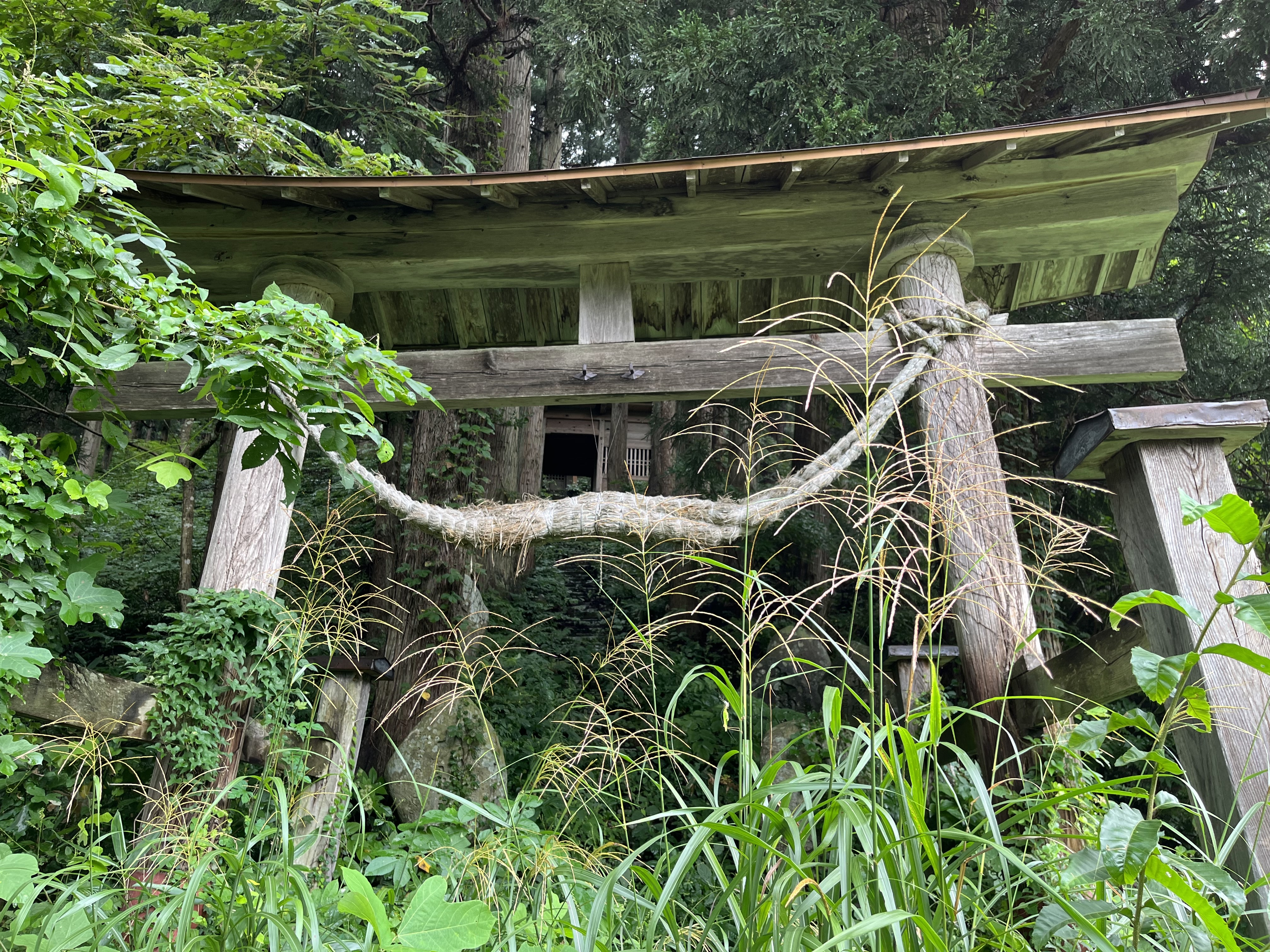
山神社の鳥居

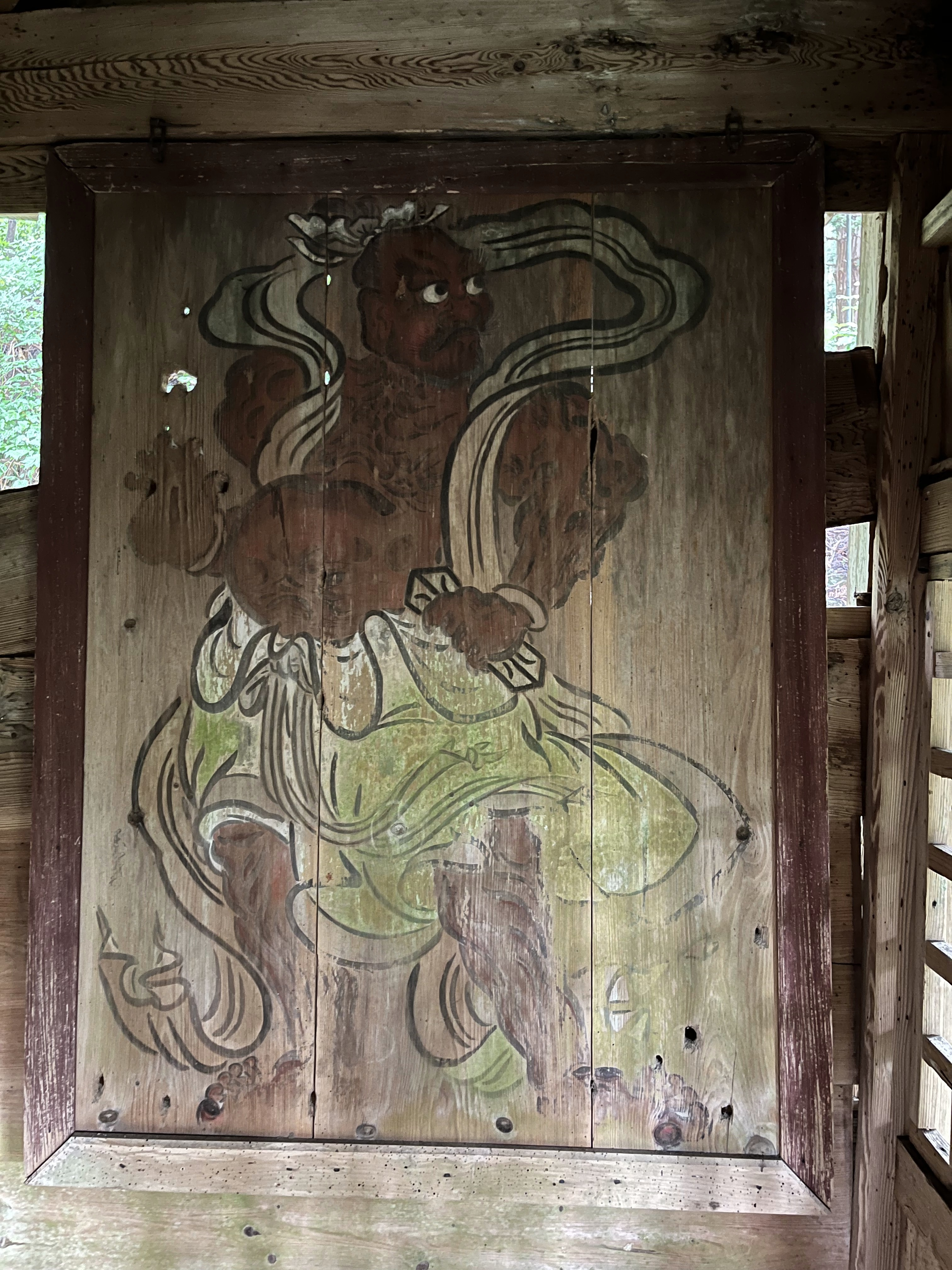
神社前の門の仁王絵

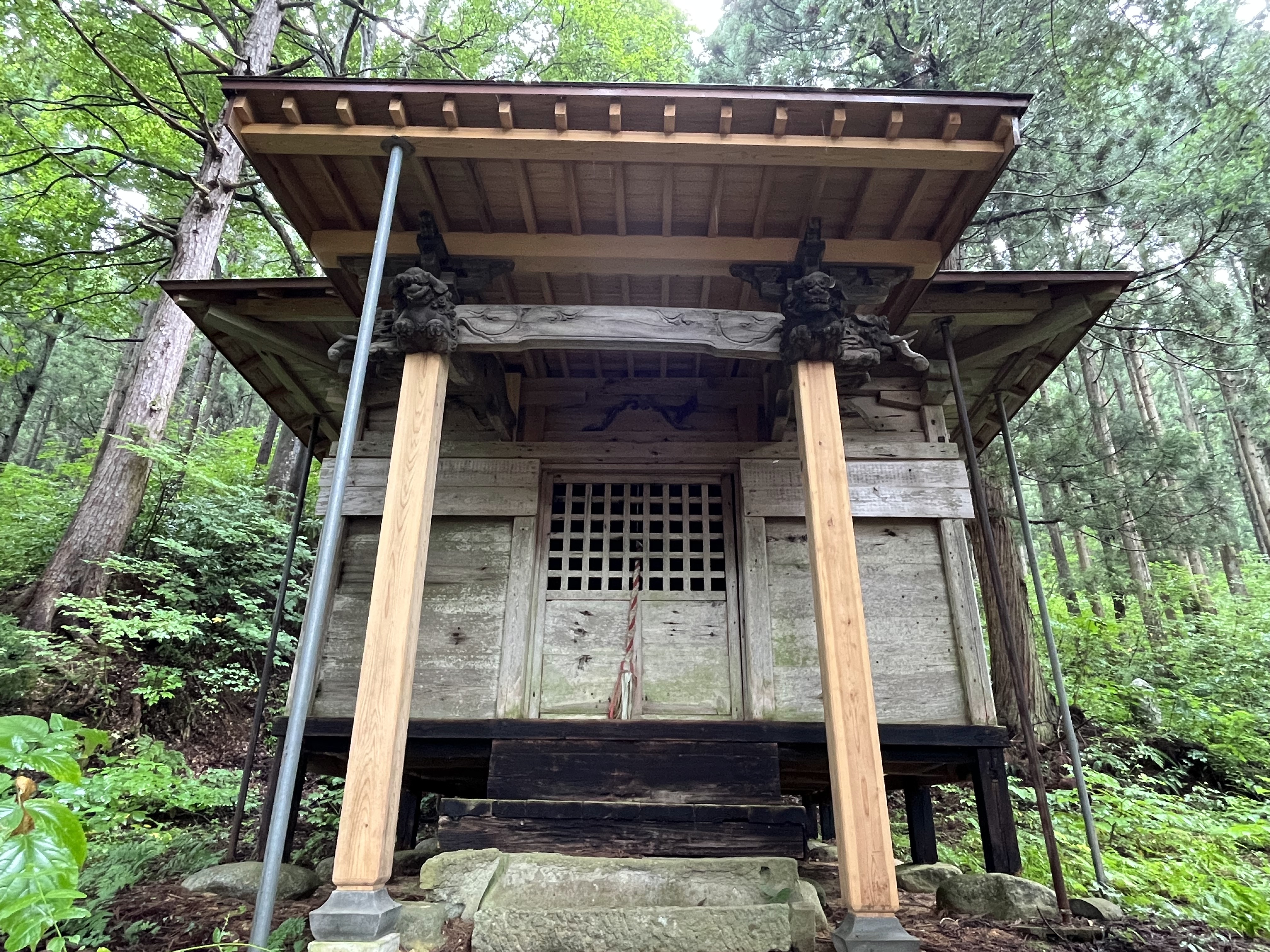
山神社

### 光明海のミイラ仏（即身仏）

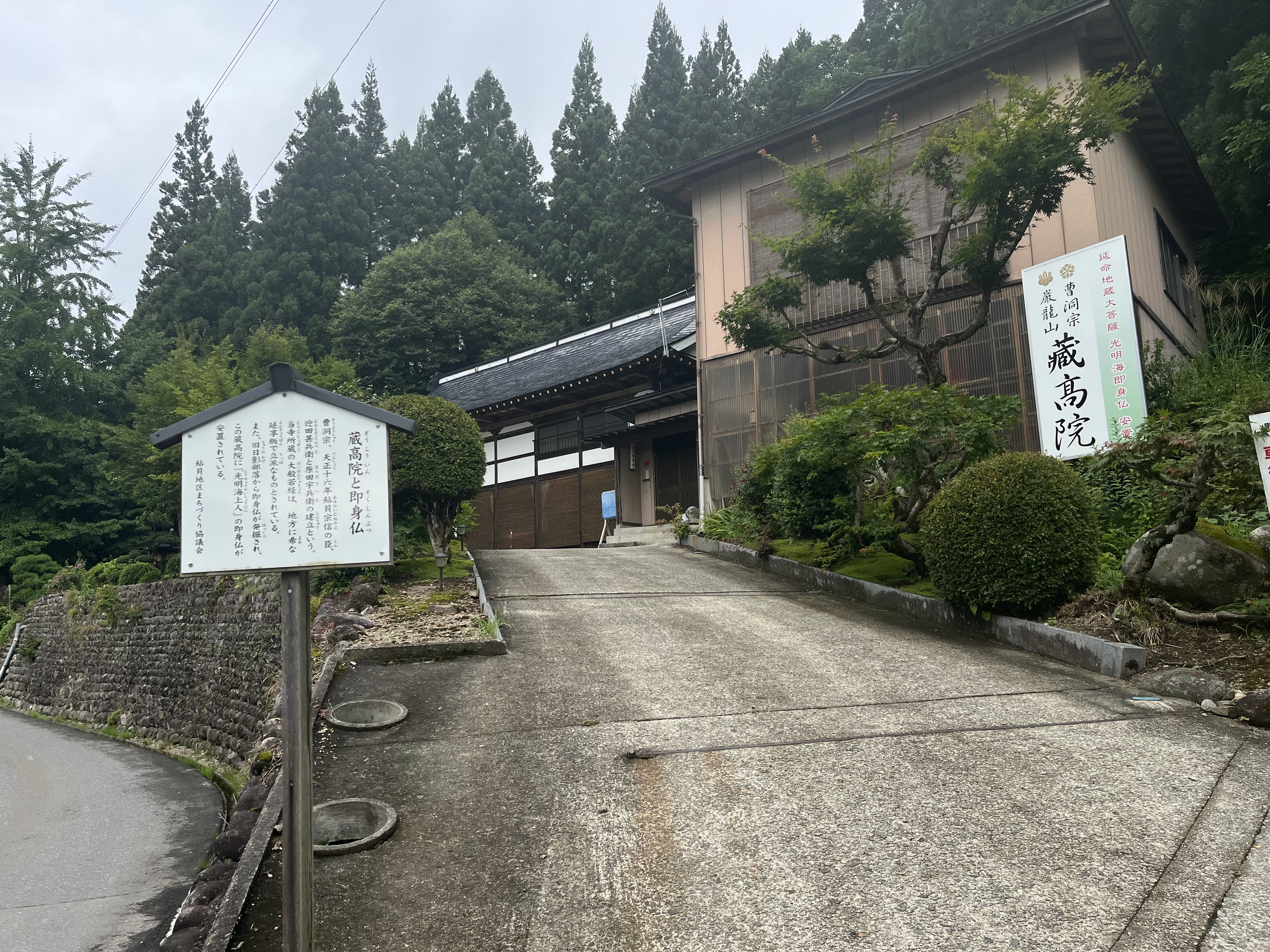
蔵高院入り口

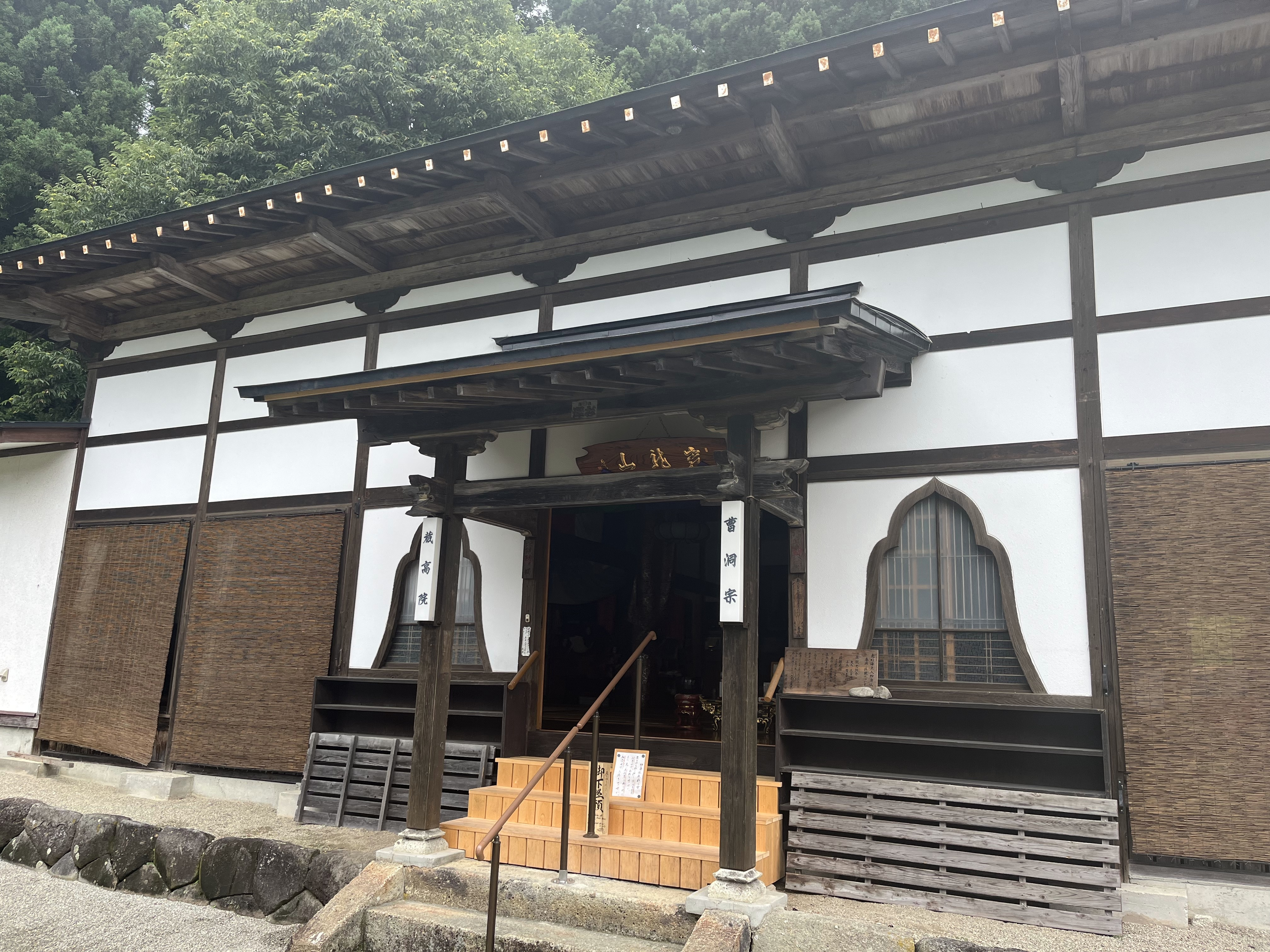
蔵高院

1978年（昭和53年）に廃村日影部落の入定塚で発見され、黒鴨の蔵高院に安置されている即身仏（ミイラ仏）。江戸時代、湯殿山登山口の一つで大井沢口を扼する大日寺へ通ずる信仰の道「道智道」という人通りの多い街道があった。直線距離は60km程。この街道沿いに集落が徐々に形成され、巡礼者が多いこともあり宿屋などもあった。その街道近くに日影という部落があり、住人の1人に横沢儀兵衛という者がいた。名字を名乗ることが許され、村役も勤めていたため部落の有力者だったとされている。横沢家は信仰が篤く、行者の世話人となり養うことは信仰の道の一つと考え、常に何人かの湯殿山行者を泊めていた。光明海や明治時代の行者明真海、教真海もそのうちの一人で横沢家の厄介になっていた。前述の光明海は若い頃は腕の立つ猟師で自身の神技に神秘性を感じ行者となった。また凄まじい脚力の持ち主で、湯殿山参詣から帰る村人と湯殿山へ向かう光明海が道智道ですれ違った際、しばらくして村人が日影部落に着く前に追いほどだったと云う。1854年（嘉永7年）1月20日、入定。最期は「100年後掘り起すと、即身仏となっているだろう」と遺言を残し、通気用の竹筒を土中に刺した。また、しばらくの間鉦と鈴の音が筒を通し聞こえてたと云われている。入定後も横沢家との関係は強く、同家は墓参りの際一族の墓より先に入定塚にお参り習慣があった。しかし百年に至る前の1939年（昭和14年）4月、1戸を残し他26戸が焼失する大火事に部落が見舞われ日影村は廃村。またこれにより光明海に関する情報も少なく、光明海、明真海、教真海（後の2人は明治時代に亡くなった行者）の伝承が交わって伝えられていたこともあり、発掘調査後に白鷹町教育委員会がまとめた報告書は「湯殿山行者入定窟発掘調査報告書（伝・光明海上人墳墓地発掘調査）」とタイトルにカッコ付きで”伝”とある。こういった経緯があり、約束の100年後に掘り起こされることはなかった。
時は過ぎ1978年（昭和53年）、町おこしのテーマ探しに悩んでいた白鷹町が観光のネタになる文化財を探しており、町民との話し合いの場で上で述べた伝承が議題に上がり発掘の機運が高まった。まず町民が付近の集落などで聞き取り調査を初め、日影部落の麓の黒鴨の蔵高院の過去帳に光明海の名があることが確認された。これにより伝承の信憑性が上がったものの発掘調査には費用がかかり、仮に掘り起こしても即身仏が発見されなかったら良からぬと町民が同年6月入定塚の小さな穴を覗くと何も入ってなかった。その日がちょうど檀家の法事だったため和尚に無かったことを伝え、もう一度和尚と山へ向かい懐中電灯で照らすと穴を照らすと何も無いように見えたものの、底に何かが埋まっているような気配があった。そのため、外気に触れると悪いとし直ぐに穴を塞ぎ埋め戻した。何かがあることを確認したため、正式に町教育委員会に学術調査を依頼することとなり教育委員会が調査実行を決めた。そして新潟大学小片教授に協力要請。お願いをしに行った際は、勝手に覗いたことに関して「最初から携わらなけれ学術調査はできないものだ」と叱られたが懇願し事なきを得た。
1978年（昭和53年）8月に試掘調査が行われ入定塚の石碑の周囲を大きく掘り下げ石室を確認。これにより、内部に遺骨があることが判明しため本調査に備え一度埋め戻した。これには県、市職員、研究者、また新聞社・テレビ局などのマスメディアも参加した。同年10月、4日間に及ぶ本調査が行われ新潟大学関係者が集った。初日には霊を抜くため読経が行われ、その後石組が順に取り除かれた。夕方ごろにやっと上蓋が姿を現し、蓋を開けると中の遺体は殆ど白骨化をしており、一部がミイラ化していた。また茶碗、香炉、櫛、火打石、硬貨などの遺品も発掘された。遺骨と出土品は一度蔵高院に安置され、その後本格的な学術調査と復元のため新潟大学へと運ばれた。また実際に発掘されたこともあり光明海上人即身仏奉賛会が結成され、安置などにかかる費用を賄うための寄付を開始。新潟大学で調査が行われている間は、返還された後に安置する厨子のスペース確保のため蔵高院本堂の一角を建て増し。ガラスの厨子とシャッターは即身仏の座高が確定しなければ準備できなかったため、新潟に2度足を運び復元の進行を確認した。また即身仏が纏っている緋の衣は、役場の職員が供養のためと縫った寄付したもの。他にも準備に際して幾つかの問題が発生した。安置する蔵高院は曹洞宗の寺だが、即身仏の光明海は湯殿山への信仰の篤い真言宗の行者。そのため蔵高院の住職はお札を1枚刷るにしても気を配ったと云う。
調査が行われた翌年の1979年（昭和54年）10月15日、姿が復元された即身仏が調査を終え蔵高院に安置された。その際は盛大な安置供養祭が催され、これに236名が出席した。その後5年の間は、年間約5,000人の参拝者が詰め掛けた。現在、即身仏は蔵高院に安置されており年間2,000人がお参りに来ている。拝観するには電話予約が必要で拝観料は300円。また、入定塚のあった地には石碑が建立されてあり、表面に「光徳實明上座」、裏面に「嘉永七寅年正月廿日　一世行者　光明海」と刻まれている。

## 伝説伝承

### 化け石
土橋のそばの寂しい沢辺の道端に山のような大石があった。この石が「化け石」として若者に恐れられていた。ある時、夜遊びをして夜更けにそばを若者が通ると若い女に化けたり、凄まじい光を発しながら飛び回り驚かしていたといい、悪い子のところには様々な姿に化けて現れたと伝えられている。現在はその「化け石」はなく地名として語り継がれている。

### 夜泣き松
農作業で疲れる母親にとって毎晩必ず泣き出す子供は悩みの種であった。その治療法として、誰にも見られずに鍬で大きな松の木のヤニと皮を取り、火を付けて子供に見せると泣き止み、これを繰り返すうちに夜泣きがなくなるというものがあった。以来、その木を「夜泣き松」と呼ぶようになった。昔の中平に通ずる一本道の端にこの大きな松の木があったが、現在は切り倒されてしまっている。また、昔はこの道は人通りが多かったため”誰にも見つからず”というのは至難の業だった。

### 死人森
昔、人が死に土まんじゅう（土を盛り上げた墓、塚）を作ると、それを見ていたキツネが人がいなくなった後に掘り返し死体を山に持っていき食べていた。現代とは違い昔は1日に何人も死ぬこともあったという。そのため、墓が持ち出された死体や武士に殺された死体がキツネによって1箇所に集められた。そういったことから死人森と地名が残っている。

### 黒鴨石

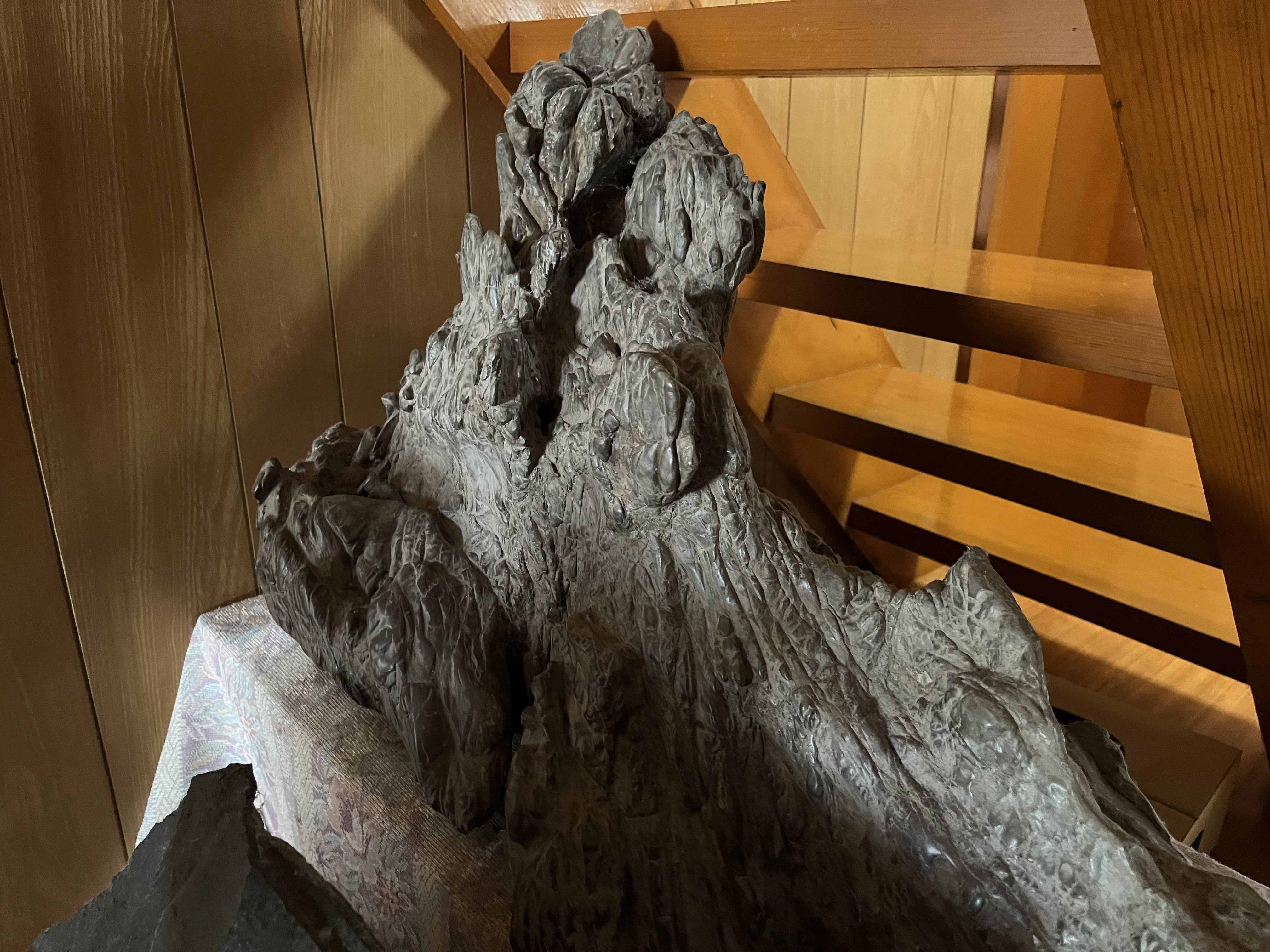
黒鴨石

黒鴨石は古代の変成岩で全面に巣と呼ぶ表皮を被っており、これを磨き上げて取り除くと黒っぽい光沢がでる。1962年（昭和37年）ごろから名石として評価が高まり、1964年（昭和39年）に黒鴨石ブームとなった。東京で開かれた盆石展で黒鴨石が愛好家の間では有名だということを隣接する長井市の人が知り、長井市に水石会が発足。また置賜水石会というものまでできた。これが知られるようになると県内外からトラックで採りに来るほどとなった。しかしブームは程なく去った。現在では黒鴨の深山工房で黒鴨硯として黒鴨石は伝承されている。

## 教育

### 鮎貝小学校黒鴨分校

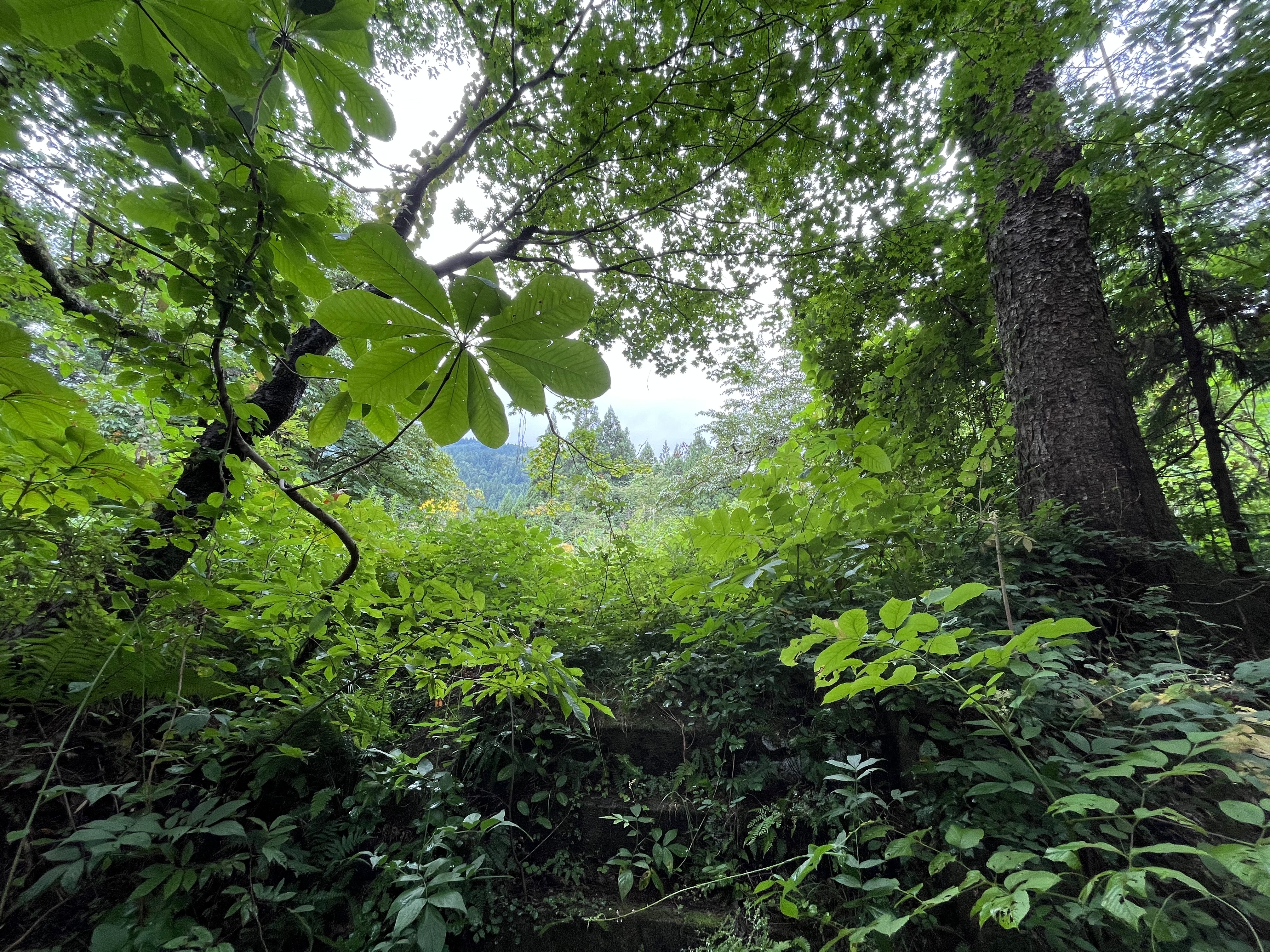
分校入り口

鮎貝村「村勢要覧（昭和27年）」によると、校地は484坪で校舎が延81坪。1952年（昭和27年）4月時点で学級数1、教員数1人、生徒数が男子15人、女子19人の計34人で構成されていた。

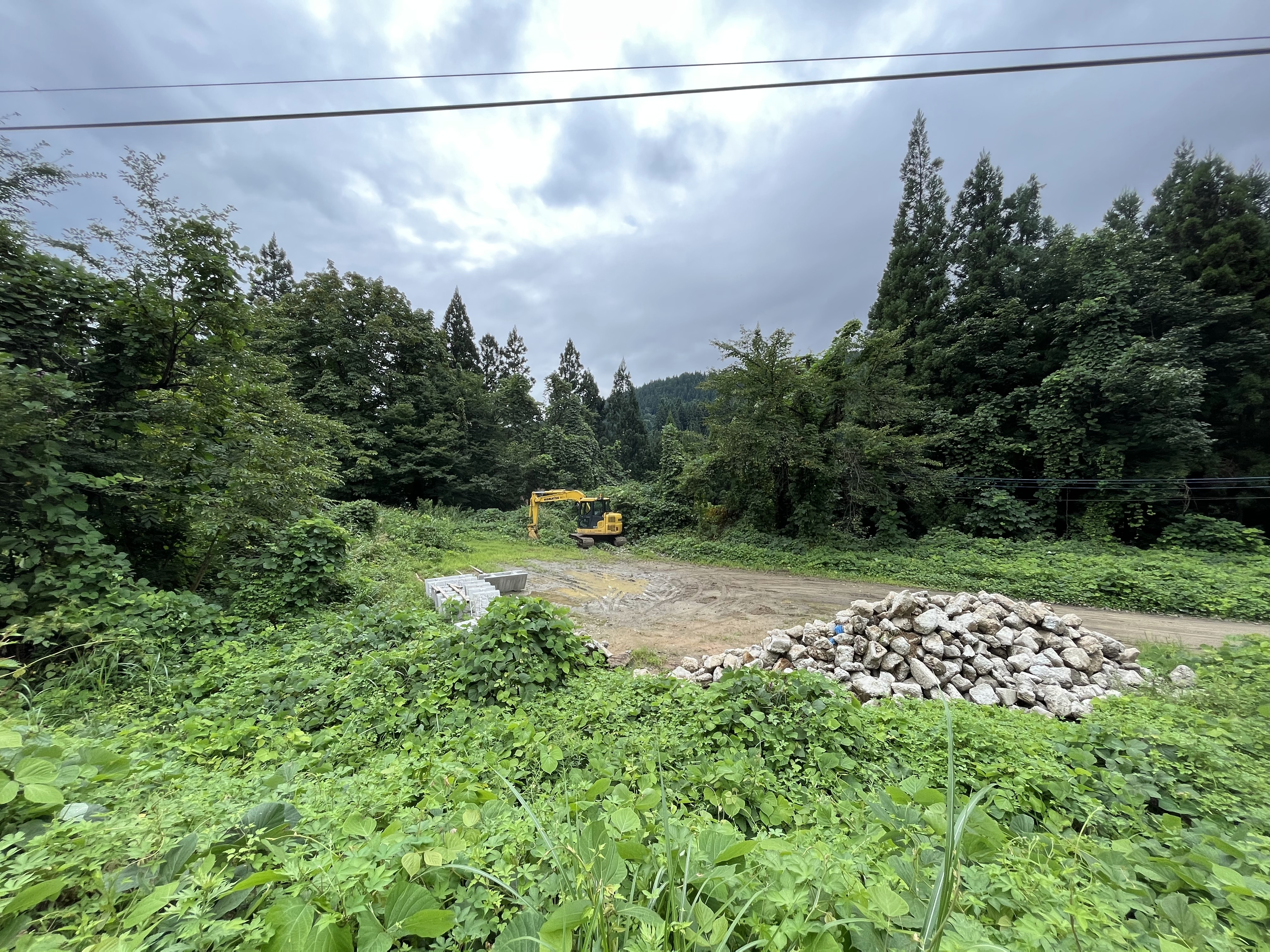
分校跡地

昭和30年代は町村合併や生徒数の急激な減少などにより小中学校の統廃合が課題となった時期だった。国も同じように捉えており、学校統廃合を重要施策の1つとして昭和31年以来小中学校統合特別助成補助金を予算化し援助していた。統廃合は昭和30年代後半から始まり、昭和40年代に盛んに行わており行政と住民が対立するなどして反対運動なども度々行われていた。白鷹町内では1967年（昭和42年）3月の東根小学校浅立分校閉校を皮切りに、昭和40年代で3つの分校が閉校。そして、1987年（昭和62年）3月、鮎貝小学校黒鴨分校も60年の歴史に幕を下ろし閉校した。黒鴨分校が町内最後の分校の閉校となった。
1954年（昭和29年）12月から鮎貝小学校で学校給食が開始され、国連児童基金（UNICEF）から粉ミルクなどが児童に支給されるなど栄養不足対策が行われていた。しかし、粉ミルクを苦手とする児童も多かったため、1967年（昭和42年）からは当地方の給食に生牛乳が導入された。尚、黒鴨分校は比較的遅く、昭和52年度から生牛乳が導入された。 

## 産業

### 林業
黒鴨の西方に朝日岳があることから山の資源は豊富であったものの、江戸時代は様々な制約のもとで林業が行われていた。各村には御林（幕府や諸藩が支配した山林）が設けられてあり、それ以外は大体村持ちとされ、所有権は領主が持っていて利用権も完全には許されていなかった。そのため勝手に木を伐ることは許されず1643年（寛永20年）には、隣接する深山村では許可なく御林の松の木を切った山守が死刑となる程厳しい時代だった。そんな中黒鴨では「流し木」が行われていた。これは新潟県最北部の山熊田等にみられる「ショッキ流し」と同様のもので、燃料としての薪を山奥から川で流して運ぶもの。黒鴨での流し木は実淵川沿岸の鮎貝、荒砥の家中衆（大名に使える武士）の消費を対象にしていたとされている。当時、黒鴨村は実淵川沿いに広い土地を持っていたため田尻、横越、九反田、山口、鮎貝から年貢をとって入山を許可していた。
また黒鴨は水田稲作の乏しい村だったため、代わりに豊富な林になる「上り松茸」という浮役（租税の一種）が課されていた。